# George Waldegrave (7e comte Waldegrave)
George Edward Waldegrave, 7e comte Waldegrave (8 février 1816 – 28 septembre 1846) est un pair britannique.

## Biographie
Il est l'aîné des enfants légitimes de John Waldegrave. George Waldegrave fait ses études au Collège d'Eton et à Christ Church, à Oxford. En 1835, il hérite de son père des titres et, le 28 septembre 1840, il épouse la veuve de son frère illégitime, Frances Waldegrave (en) (fille du célèbre ténor, John Braham) à Gretna Green, Écosse (afin d'éviter les interdictions de la Loi sur le Mariage 1835, qui rend illégaux de tels mariages en Angleterre et au pays de Galles).
En 1841, Waldegrave est condamné à six mois d'emprisonnement dans la prison de Newgate, à Twickenham par le Banc de la Cour d'Assises pour avoir agressé, ivre, un agent de police de Kingston upon Thames. Sa femme et ses serviteurs sont venus pour vivre avec lui, jusqu'à sa libération, et reviennent à leur domicile, à Strawberry Hill, le "Gothick" manoir et ancienne résidence de Horace Walpole à Twickenham.
Croulant sous les dettes et fatigué de Twickenham, Waldegrave décide de vendre les trésors de Walpole se trouvant à leur domicile, en 1842, et lui et sa femme voyagent à l'étranger avant de s'installer dans leur maison de campagne de Harptree Cour dans le Somerset, en 1844. Waldegrave meurt deux ans plus tard et laissa Strawberry Hill à sa femme. Mort sans enfant, il est remplacé par son oncle, William Waldegrave. Sa femme, plus tard, s'est remariée deux fois.